# Montenegro-Spitzkopfeidechse
Die Montenegro-Spitzkopfeidechse (Dinarolacerta montenegrina), auch Montenegro-Eidechse genannt, ist eine Art der Echten Eidechsen und lebt in Montenegro und Albanien.

## Merkmale
Die Art ist kleiner als die Mosor-Eidechse und erreicht eine Gesamtlänge von 18 cm, bei einer Kopf-Rumpf-Länge von etwa 6 cm. Der Körper ist schmal, der Kopf relativ kurz und flach. Die Beine sind kürzer als bei der Mosor-Eidechse. Die Tiere haben eine graue oder olivgraue Rückenfärbung sowie eine ungefleckte graue Unterseite mit kleinen Punkten auf den äußersten Bauchschildern. Die Kopfoberseite ist bräunlich. Die Rückenzeichnung besteht aus mittelgroßen dunklen Flecken, die in einer oder zwei Reihen angeordnet sind. An den Flanken finden sich dunkle Netzmuster.
Von der im gleichen Gebiet vorkommenden Mauereidechse unterscheidet sich die Art durch ihre ungefleckte Unterseite.

## Verbreitung
Die Art findet sich nur im Prokletije-Gebirgsmassiv, sowohl oberhalb des Bukumir-Sees im Südosten von Montenegro, als auch auf der albanischen Seite desselben Bergmassives.

## Lebensraum
Die Art lebt an felsigen Hängen, auf Felsbrocken und in Geröllfeldern unterhalb der südwestlichen Felsen des Ðebeza-Gipfels im Bukumir-Talkessel unweit des Bukumir-Sees. Der steile Gipfel des Ðebeza selbst ist 1755 m hoch. Die Eidechsen bewohnen offene kurzgrasige Flächen, die durchsetzt sind mit Schlangenhaut-Kiefern (Pinus heldreichii) in 1600–1660 m Höhe. Außerdem wurde die Art in guten Beständen oberhalb von 1550 m Höhe an den nordöstlichen Hängen des Ðebeza-Gipfels in Richtung des Mokrog-Talkessels gefunden.

## Lebensweise
Über die Lebensweise ist wenig bekannt. Anfang Juni wurden einige trächtige Weibchen beobachtet, was darauf hindeutet, dass die Paarungszeit im Mai beginnt. 

## Gefährdung
Die IUCN listet die Art als nicht gefährdet (least concern) mit unbekanntem Populationstrend. Die Art kommt in ihrem Verbreitungsgebiet in relativ hohen Dichten vor, jedoch ist sie durch die begrenzte Verbreitung und die isolierte Lage empfindlich gegenüber Veränderungen.